# Bolle & Fiedler
Die Bolle & Fiedler Motorenfabrik war ein deutscher Automobilhersteller.

## Beschreibung
Das Unternehmen hatte seinen Sitz in Berlin-Charlottenburg. Es existierte von 1923 bis 1926.
Unter dem Namen B.F. entstand dort ein Sportwagen mit Dreizylinder-Zweitaktmotor, der einen Hubraum von 1026 cm³ aufwies. Daneben gab es auch Rennwagen mit Sechszylinder-Zweitaktmotor, die aber Probleme mit der Standfestigkeit hatten.
Mindestens ein Fahrzeug nahm 1923 am Kleinautorennen auf der Berliner AVUS teil.